# Andrew Wilson (Schriftsteller)

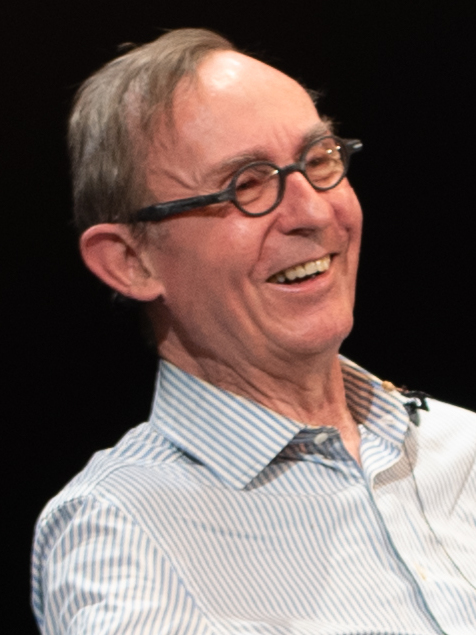
Andrew Wilson

Andrew Norman Wilson (* 27. Oktober 1950 in Stone, Staffordshire) ist ein britischer Schriftsteller und Journalist.

## Leben
Wilsons Mutter war Hausfrau und sein Vater war bei der Fa. Wedgwood für die Qualitätssicherung zuständig. Seine Schulzeit verbrachte er an der Hillstone School in Malvern (Worcestershire). Im Herbst 1963 wechselte er an die Rugby School in Rugby (Warwickshire).
Ab dieser Zeit begann Wilson sich für die Ideen von Mao und Marx zu interessieren. Unter dem Einfluss erster Werke, die er von diesen las, schrieb er in der Schülerzeitung einen Aufsatz, in dem er die sofortige Abschaffung aller öffentlichen Schulen forderte. Da regionale Zeitungen davon berichteten, nahmen sich auch die überregionale Presse dieses „Skandals“ an.
Nach Beendigung seiner Schulzeit ging Wilson an die University of Oxford und studierte am New College. Im Anschluss daran bekam er eine Anstellung als Lehrer für Englisch an der Merchant Taylors’ School im London Borough of Hillingdon. Nach zwei Jahren ging er zurück nach Oxford, wo er am New College und am St Hugh’s College mittelalterliche Literatur lehrte.
In Oxford heiratete Wilson 1971 seine Kollegin, die Literaturwissenschaftlerin Katherine Duncan-Jones (1941–2022), und hatte mit ihr zwei Töchter: die Altphilologin Emily Wilson (* 1971) und die Kulturhistorikerin Bee Wilson (* 1974). 1990 wurde diese Ehe geschieden. In zweiter Ehe ist Wilson mit der Kunsthistorikerin Ruth Guilding verheiratet.

## Rezeption
Wilson schreibt regelmäßig für Tageszeitungen wie Daily Mail, Daily Telegraph und Evening Standard. Aber auch in den wöchentlichen Feuilletons von Observer, Spectator und New Statesman finden sich immer wieder Beiträge von ihm.
Daneben entstanden mit den Jahren neben Romanen und Erzählungen auch einige Biographien, die von Lesern wie auch der offiziellen Literaturkritik gelobt wurden. Aber auch in seinen erzählerischen Werken widmet er immer wieder politische Themen.
In seinem Roman Scandal thematisierte Wilson die Profumo-Affäre von 1963. Der gleichnamige Film von Regisseur Michael Caton-Jones behandelt zwar dasselbe Thema ist aber nicht die Verfilmung von Wilsons Roman. Mit seinem Roman Winnie and Wolf beleuchtet er das Verhältnis von Winifred Wagner und Adolf Hitler.

## Ehrungen
- 1978 John Llewellyn Rhys Prize für den Roman The sweets of Pimlico.
- 1981 Somerset Maugham Award für den Roman The healing art.
- 1983 WH Smith Literary Award für den Roman Wise Virgin.
- 1988 Whitebread Book Award für die Biographie Tolstoy.
- 2007 Longlist des Booker Prize für den Roman Winnie and Wolf.

## Werke (Auswahl)
Biographien
- Goethe: His Faustian Life - The Extraordinary Story of Modern Germany, a Troubled Genius and the Poem that Made Our World. Bloomsbury 2024.
- The Laird of Abbotsford. A view of Sir Walter Scott. Pimlico Books, London 2002. ISBN 0-7126-9754-3 (EA Oxford 1980)
- The life of John Milton. A biography. University Press, Oxford 1983. ISBN 0-19-211776-9.
- Hilaire Belloc. A biography. Gibson Square Publ., London 2003. ISBN 1-903933-32-3. (EA Oxford 1983)
- Jesus. London 1992.
  - Deutsch: Der geteilte Jesus. Gotteskind oder Menschensohn. Bertelsmann Verlag, München 1993. ISBN 3-570-00366-3.
- Iris Murdoch as I know her. Arrow Books, London 2004. ISBN 0-09-972310-7.
- Charles Darwin. Victorian mythmaker. Harper Perennial, New York 2018. ISBN 978-0-06-243350-3.
- Tolstoy. A biography. Penguin Books, Harmondsworth 1988. ISBN 0-14-011631-1.
- C. S. Lewis. A biography. Fawcett Columbine Publ., New York 1990. ISBN 0-449-90609-4.

Romane
- The healing art. Secker & Warburg, London 1980. ISBN 0-436-57603-1.
- Who was Oscar Fish? Secker & Warburg, London 1981. ISBN 0-436-57606-6.
- Scandal. Hamilton Books, London 1983. ISBN 0-241-11101-3.
- Winnie and Wolf. Hutchinson Books, London 2007. ISBN 978-0-09-179676-1.
- Gentlemen in England. A vision. Hamilton Books, London 1983. ISBN 0-241-11665-1.
- The sweets of Pimlico. Penguin Books, Harmondsworth 1990. ISBN 0-14-006697-7.
- The vicar of sorrows. Penguin Books, Harmondsworth 1993. ISBN 978-0-14-023129-8.
- Unguarded hours. Secker & Warburg, London 1983. ISBN 0-436-57601-5.
- Resolution. A  novel of the boy who sailed with Captain Cook. Atlantic Books, London 2016. ISBN 9781782398271 (Historischer Roman über Georg Forster)